# The Oogieloves in the Big Balloon Adventure
Pour plus de détails, voir Fiche technique et Distribution.
The Oogieloves in the Big Balloon Adventure est un film d'aventure américain réalisé par Matthew David, sorti en 2012.
Il reste inédit dans les pays francophones.

## Synopsis
Pour l'anniversaire de Schluufy, les Oogieloves, Goobie, Zoozie et Toofie et leurs amis J. Edgar, Windy fenêtre et Ruffy, travaillent sur l'organisation d'une fête. Tout se passe comme prévu jusqu'à ce que J. Edgar, voyage et perd les cinq derniers ballons magiques dans tout Lovely loveville, incitant Les Oogieloves à trouver les ballons magiques à temps pour la fête. Sur le chemin, ils rencontrent Dotty Rounder, Bobby Wobbly, Marvin Lactée, Rosalie Rosebud, et Lola et Lero Sombrero.

## Fiche technique
- Titre original : The Oogieloves in the Big Balloon Adventure
- Réalisation : Matthew Diamond
- Scénario : Scott Stabile
- Musique : Joseph Alfuso et Robert Rettberg
- Société de production : Kenn Viselman Presents
- Pays d'origine : États-Unis
- Langue originale : anglais
- Genre : Aventure, comédie, film musical et fantastique
- Durée : 87 minutes
- Date de sortie :  États-Unis : 29 aout 2012
- Classification : tout public

## Distribution
- Toni Braxton : Rosalie Rosebud
- Cloris Leachman : Dottie Rounder
- Kylie O' Brien : Jubilee Rounder
- Christopher Lloyd : Lero Sombrero
- Chazz Palminteri : Marvin Milkshake
- Jaime Pressly : Lola Sombrero
- Cary Elwes : Bobby Wobbly
- Maya Stange : Windy Window
- Misty Miller : Goobie
- Stephanie Renz : Zoozie
- Malerie Grady : Toofie
- Alecia Jai Fears : Rochelle Rosebud
- Iris Farrugia : Ruby Rosebud
- Randy Carfagno : Ruffy
- Mia Elliott : Windy
- Taras Los : Schluufy (voix)
- Guistina Chirco : Marna
- Nick Drago : J. Edgar

## Accueil

### Box-office
Le film, qui est un échec cuisant au box-office, ne réalisant que 1 065 907 millions de dollars de recettes aux États-Unis, est considéré comme l'un des plus gros fiascos cinématographiques de tous les temps et est nommé à la 33e Golden Raspberry Awards comme étant le pire film de l'année et le pire casting, mais perd contre Twilight IV: Révélation Partie 2.